# Chiesa di Santa Maria Assunta (Ombriano)
La chiesa di Santa Maria Assunta è un luogo di culto cattolico, con la funzione di chiesa parrocchiale del quartiere Ombriano di Crema.

## Storia

### La prima chiesa
Il primo documento noto che testimonia l'esistenza di Santa Maria Assunta è un contenzioso del 1155 tra il vescovo di Piacenza Ugo e il priore del monastero di San Benedetto Giovanni Bonomelli su una questione di diritti sopra questa chiesa.
La chiesa di San Benedetto era stata donata con atto datato 1º dicembre 1097 da Enrico II Ghisalbertini, assieme alla moglie Belisia, all'abbazia di Montecassino; un comunità religiosa era comunque senz'altro già insediata nel 1101 quando un atto riporta il nome del priore Lanfranco; è in questo periodo, quindi, che la chiesa di Ombriano entra sotto l'influenza dei benedettini.
Per quanto non vi siano documenti provanti, non è escluso che parte dei beni del monastero di San Pietro sempre qui a Ombriano (fondato da un altro Ghisalbertini, Ghiselberto IV) siano passati nel momento di decadenza e abbandono al monastero cassinese.
Anche una bolla di Papa Alessandro III del 20 ottobre 1178 sancisce la dipendenza di Santa Maria al monastero cittadino di San Benedetto i cui priori avevano facoltà di investire i parroci. Un ulteriore documento che sancisce il legame tra le due chiese è del 1204 quando il vescovo di Piacenza Grimerio conferma i diritti dei benedettini sulla chiesa.

### La seconda chiesa

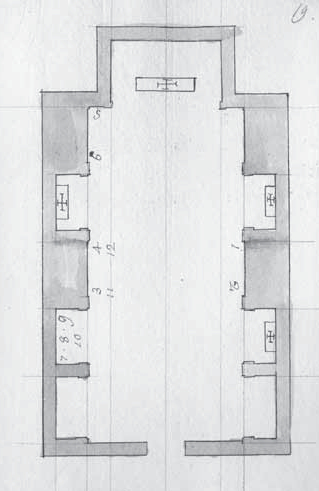
La pianta della chiesa cinquecentesca disegnata dall'ispettore Giacomo Crespi nel 1774. Dal supplemento di "Insula Fulcheria XXXIX", Crema 1774. Il libro delli quadri di Giacomo Crespi, a cura di Marianna Belvedere.

Nell'anno 1519 subentrarono a San Benedetto i canonici regolari lateranensi ma non mutarono i diritti di gestione sulla chiesa ombrianese.
Importante per le vicende storiche di quest'edificio è l'anno 1567 quando il villaggio sparso dei Sabbioni venne staccato dalla parrocchia della Santissima Trinità e assegnato a Ombriano. Ne conseguì che l'antica chiesa divenne insufficiente a contenere i fedeli e venne pertanto ampliata. Tale chiesa, secondo gli atti della visita Castelli del 1579, aveva cinque altari (il “maggiore", San Giovanni Battista, San Rocco, Santa Croce e beata Vergine Maria), era priva di battistero e con un tetto in laterizi; era affiancata da un cimitero senza muri o delimitazioni.
Nel 1583 (visita del vescovo Regazzoni), alla chiesa era stato aggiunto il battistero e l'altare di San Rocco era stato sostituito dal quello del Santo Rosario; l'edificio era privo di sagrestia, per cui il prelato ordinava di ricavare un ambiente nell'attigua casa parrocchiale.
Risale al 20 settembre 1598 il giorno della consacrazione ad opera di monsignor Gian Giacomo Diedo, come riportava un'epigrafe ricordata dal vescovo Griffoni al termine della visita pastorale del 1724:
Verso il 1647 furono eliminati due altari laterali, lasciando solo quelli dedicati alla Beata Vergine del Rosario e riporonendo la dedicazione del secondo a San Rocco. L'organo, inizialmente collocato alla parete del coro, fu spostato nella prima cappella sinistra e il battistero, ivi collocato, fu trasposto in una nicchia. Dai documenti del XVIII secolo sappiamo che la chiesa continuava ad avere un soffitto in laterizio, lunghe finestre laterali, un campanile con due campane; studiando le fondazioni rinvenute, le sue dimensioni si attesterebbero a circa 10 metri di larghezza e 20 di lunghezza.
Gli atti delle visite Griffoni citano la presenza di due confraternite: quella del Santo Rosario (istituita nel 1604) e quella del Santissimo Sacramento (1608) cui si aggiungeva nel 1710 la confraternita dei defunti.

### La terza chiesa

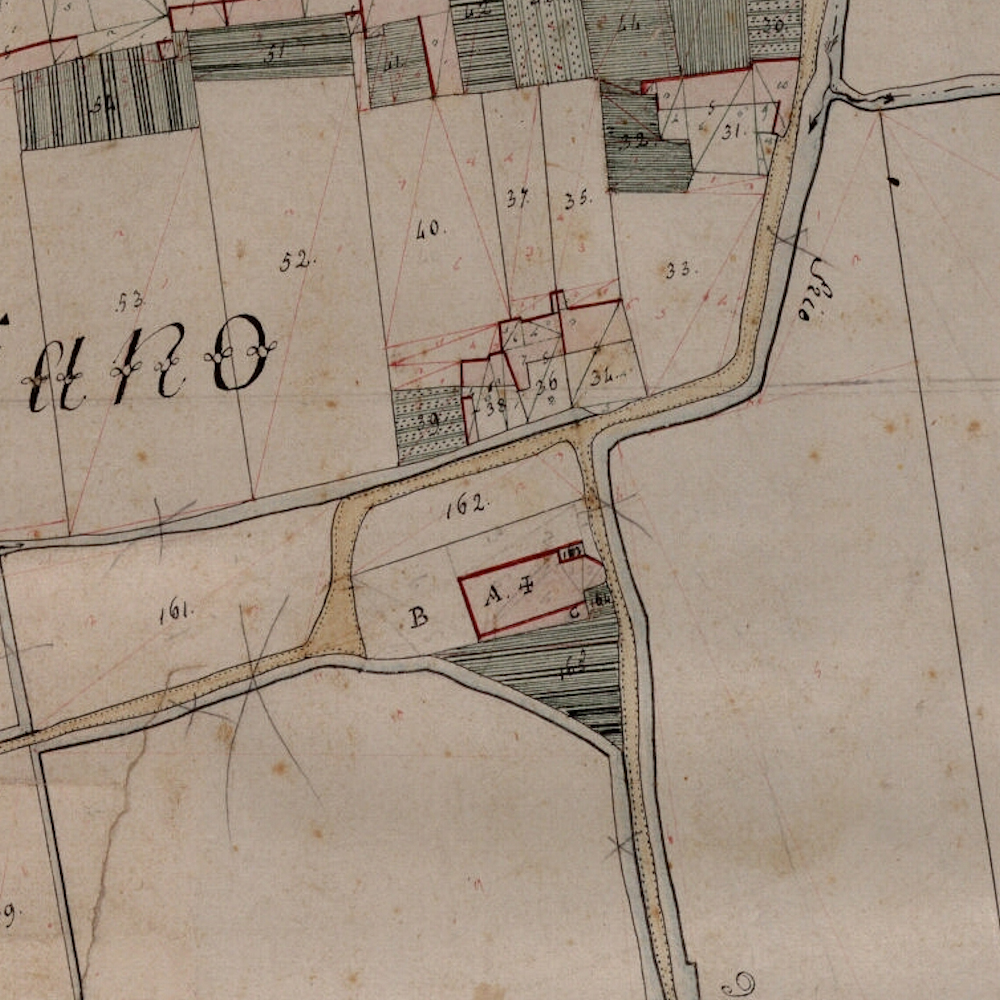
L'area della chiesa parrocchiale nel 1814. Estratto della "Mappa originale del Comune censuario di Ombriano" conservata presso l'Archivio di Stato di Milano.

Nel 1769 la Repubblica di Venezia sopprimeva le strutture con meno di dodici religiosi e nel 1771 l'ultimo priore abbandonò San Benedetto. La chiesa di Ombriano, perciò, fu presa totalmente sotto la giurisdizione vescovile eccetto la nomina dei parroci il cui giuspatronato spettava agli acquirenti dei beni dell'ex abbazia benedettina, i nobili Giavarina e, successivamente, il subentrante Francesco Sangiovanni.
Fu in questo periodo che, complice anche l'incremento della popolazione, si appurò che la chiesa cinquecentesca non fosse ormai più idonea ai bisogni religiosi dei fedeli, per cui i sindaci delle congregazioni religiose chiesero e quindi ottennero nel 1786 dal vescovo Antonio Maria Gardini la costruzione di un nuovo edificio.
Due anni dopo iniziarono i lavori che si protrassero fino al 1799, un periodo piuttosto lungo per varie vicissitudini, quali il reperimento dei fondi, ma anche il passaggio delle truppe francesi sconfitte dopo la battaglia di Lodi che si prodigarono a spogliare le case del borgo, incluse la chiesa e la casa parrocchiale. Va comunque segnalato il forte impulso profuso dal parroco don Giovanni Angelo Cerioli per completare l'edificazione della chiesa; peraltro, per la chiesa ombrianese, sfruttando le soppressioni religiose decretate della Repubblica Cisalpina, il parroco Cerioli si diede da fare per recuperare pale e altari collocati nelle chiese soppresse.
Nel 1819 il vescovo Tommaso Ronna autorizzò la ricostruzione dell'altare maggiore, mentre l'anno successivo si mise mano all'altare della Madonna; la decorazione interna ad opera di Angelo Bacchetta è del 1890 e si segnala un cambio di altare (san Francesco di Paola in luogo di Sant'Agnese) avvenuto nel 1895.
Per quanto riguarda le vicende storiche, il 1º ottobre 1865 il vescovo Pietro Maria Ferrè consacrava la nuova chiesa. Nel 1895 l'altare di San Francesco di Paola veniva sostituito con quello di Sant'Agnese.
Il 10 agosto 1948 monsignor Francesco Maria Franco otteneva il beneplacito per elevare la chiesa dei Sabbioni in curazia; successivamente il 30 ottobre 1960 fu eretta in parrocchia autonoma staccandola definitivamente da Ombriano e affidandola ai padri cappuccini presenti in loco fin dall'anno 1574.
Nel 1951 sulla chiesa di Santa Maria Assunta fu necessario un rifacimento totale del tetto mentre gli ultimi restauri più significativi risalgono al 1981 per il campanile (ditta cav. Giuseppe Mazzocchi) e quelli degli anni 2012-2014 (architetti Mario Scaramuzza e Vania Zucchetti).

## Caratteristiche

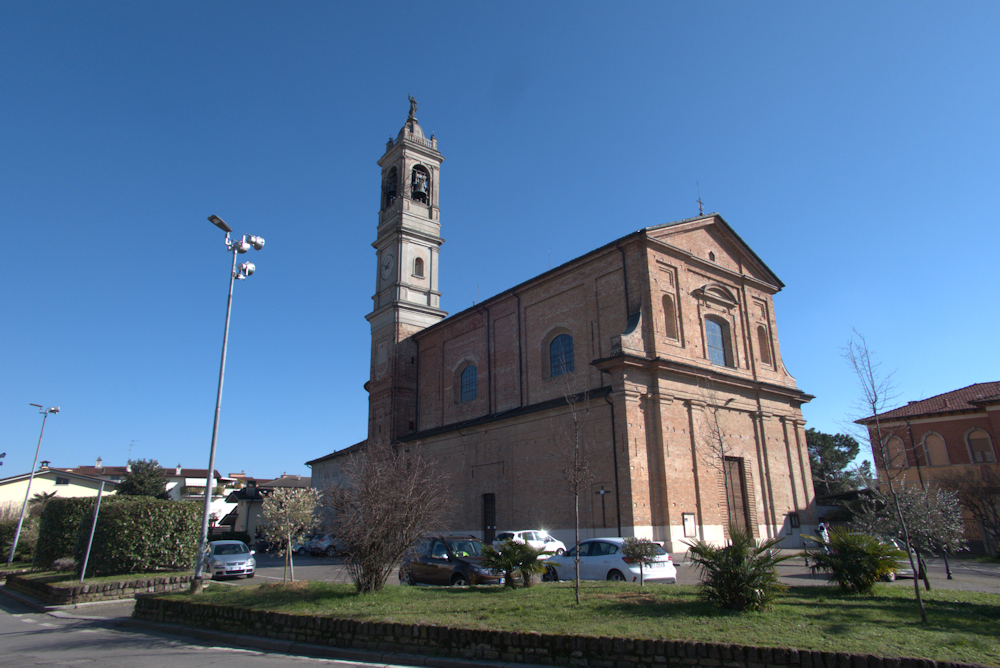
Veduta

La chiesa sorge isolata, affiancata dalla sola casa parrocchiale, con un piazzale a nord che sostituisce l'antico cimitero. Misura circa 42 metri di lunghezza, poco più di dodici in larghezza ed è alta circa 18 metri. È interamente in mattoni a vista e sono evidenti le buche pontaie.

### La facciata
Si presenta divisa in due ordini; quello inferiore è più largo con una parte centrale scandita da doppie lesene che sorreggono un cornicione modanato con coppi. Le parti esterne di quest'ordine sono più arretrate.
Attorno al semplice portale vi sono file di cotti alternati, probabilmente realizzate a sorreggere una decorazione mai compiuta.
L'ordine superiore, più stretto, è diviso in tre specchiature: quelle laterali contengono delle nicchie mentre in quella centrale si apre il finestrone con arco centinato.
Conclude la facciata un timpano triangolare con al centro una piccola finestra poligonale.

### Le fiancate
Anche queste sono divise in due ordini: quello inferiore presenta delle specchiature a sottolineare le campate interne; quello superiore accoglie ampi finestroni ad arco ribassato. La fiancata meridionale è in parte coperta da alcune pertinenze quali la sagrestia vecchia, ora penitenzieria, e la sagrestia nuova.

### Il campanile

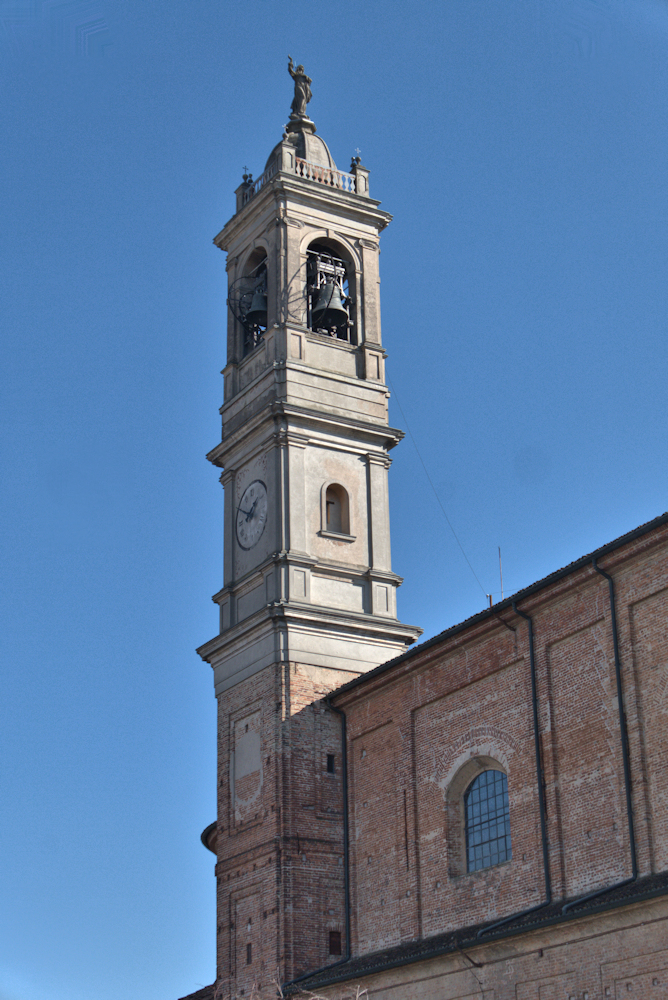
Il campanile.

Si trova lungo la fiancata sinistra inglobato nell'edificio, di forma quadrata di circa cinque metri per lato ed è alto circa 43 metri, esclusa la statua.
La parte inferiore è in laterizio, divisa in riquadri con aperture rettangolari con alcune finestre di varie dimensioni. La parte superiore è leggermente più stretta (quattro metri per lato), intonacata e divisa in due parti: quella inferiore è dotata di basamento sul quale si appoggiano delle lesene angolari; ai lati sud e nord è collocato il quadrante dell'orologio. La parte superiore è la cella campanaria con lesene angolari e aperture a tutto sesto con concio in evidenza.
Termina il campanile una balaustra con quattro pinnacoli all'interno della quale vi è una copertura a cipolla sulla quale, in cima, è collocata la statua della Madonna assunta.
La maggior parte delle campane risale al 1930 ad opera della fonderia D'Adda Francesco e figli; due di esse, tuttavia, furono ripristinate nel 1949 dopo le requisizioni avvenute a seguito del decreto del governo Mussolini del 23 aprile 1942; un'altra campana fu sostituita nel 1976 a causa di una fessurazione.

### L'interno
È ad aula unica con cinque campate di larghezze diverse: si alternano due spazi di maggiori dimensioni contenenti cappelle poco profonde e tre minori lievemente aggettanti, tra i quali si sviluppano in elevazione delle doppie lesene ornate da capitelli corinzi; alla pianta si aggiunge il presbiterio rettangolare ed il profondo coro all'interno dell'abside circolare.
Negli campate più strette si aprono dei vani mentre sui rispettivi apparati murari sono appese sei scene della Vita di Maria di Gian Giacomo Barbelli: Lo sposalizio della Vergine, Il sogno di Giuseppe, La visitazione, La fuga in Egitto, Il riposo durante la fuga in Egitto e Gesù fra i dottori del tempio; quest'ultima tela riporta la firma dell'autore e la data del 1639.
L'apparato decorativo fu commissionato ad Angelo Bacchetta nel 1890.

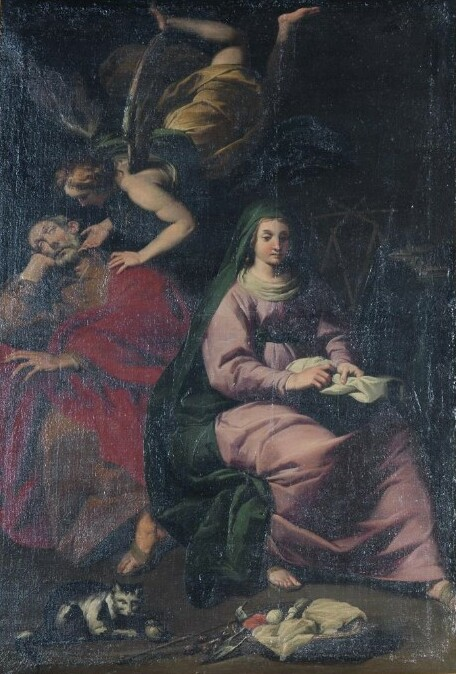
Gian Giacomo Barbelli, Il sogno di San Giuseppe, olio su tela, 1639.
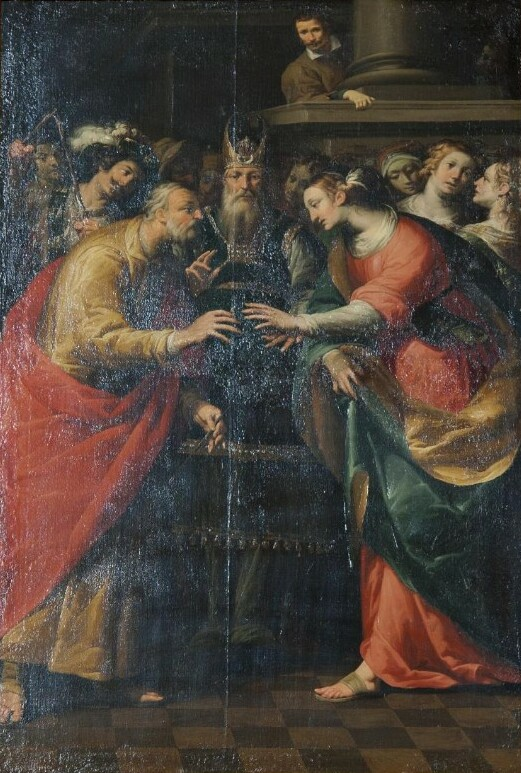
Gian Giacomo Barbelli, Lo sposalizio di Maria, olio su tela, 1639.
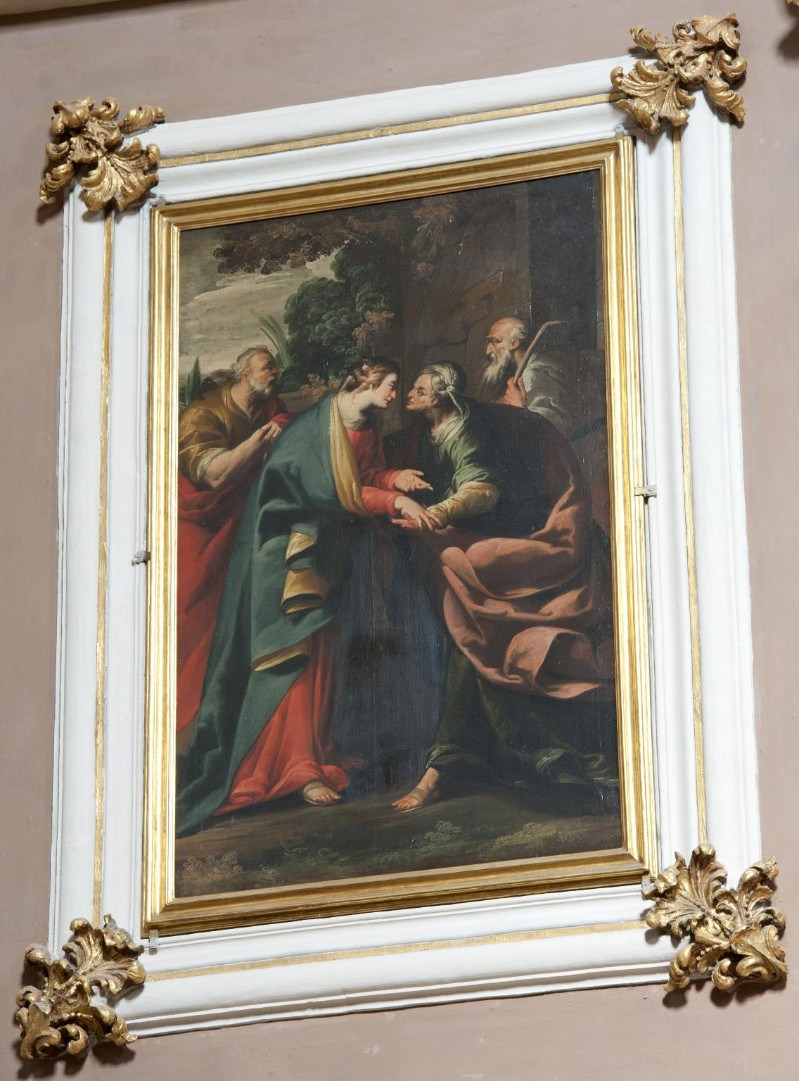
Gian Giacomo Barbelli, La visitazione di Maria, olio su tela, 1639.
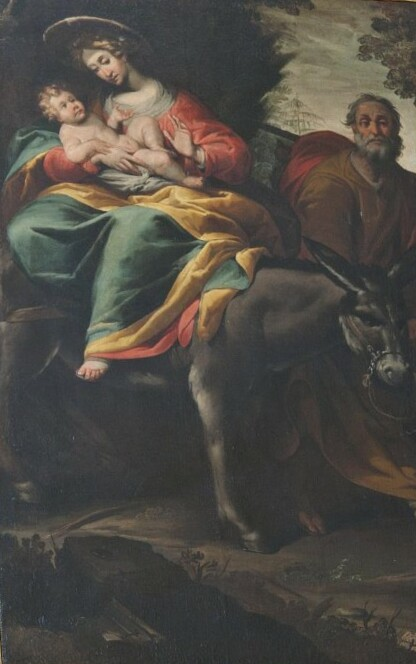
Gian Giacomo Barbelli, La fuga in Egitto, olio su tela, 1639.
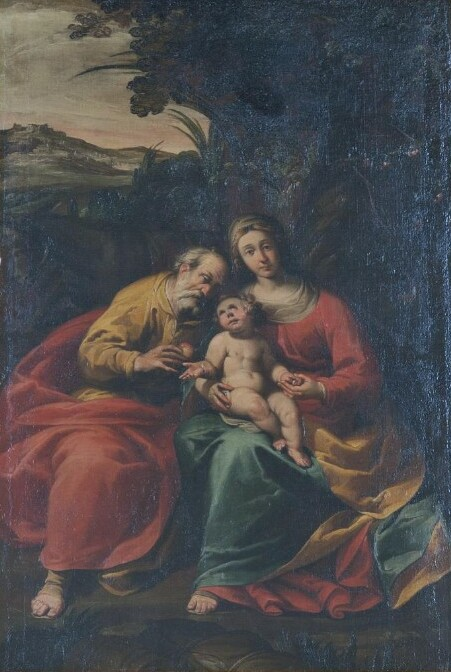
Gian Giacomo Barbelli, Riposo nella fuga in Egitto, olio su tela, 1639.
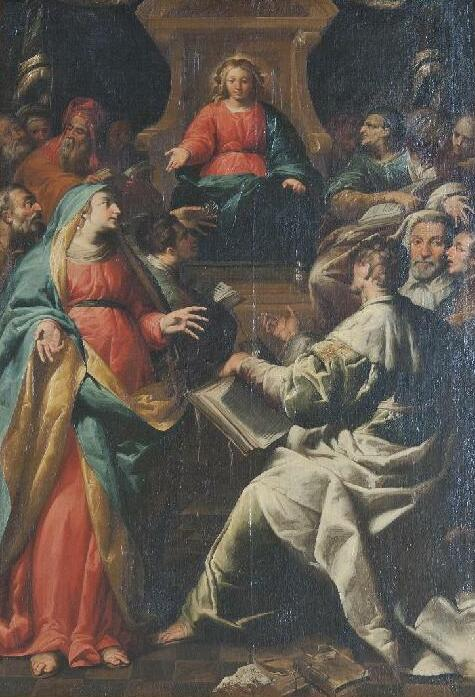
Gian Giacomo Barbelli, Gesù tra i dottori nel tempio, olio su tela, 1639.

#### Parete sinistra
Il primo ambiente contiene il battistero protetto da una cancellata; il fonte è coperto da una copertura ottagonale con una piccola statua di San Giovanni Battista. Sulla parete è collocato Il battesimo di Gesù di Luciano Perolini.
Segue la cappella del Sacro Cuore di Gesù (in passato dedicata a San Francesco da Paola, poi a Sant'Agnese); l'altare proviene dalla soppressa chiesa di San Francesco, molto più semplice dell'alzata formata da colonne di marmo rosso di Verona che sorreggono un timpano circolare spezzato al centro del quale è collocata una piccola tela di fra' Luigi Cerioli, San Francesco da Paola; al centro, in una nicchia, è posta la statua lignea del Sacro Cuore. Alla parete sinistra è posto un altarino in legno intagliato a forma di tabernacolo, ottocentesco, con l'immagine di San Giuda Taddeo mentre a destra una nicchia contiene la statua lignea di Santa Teresa del Bambin Gesù risalente alla prima metà del XX secolo. Sull'arco della nicchia è posta un'iscrizione tratta dal libro dei Giudici:

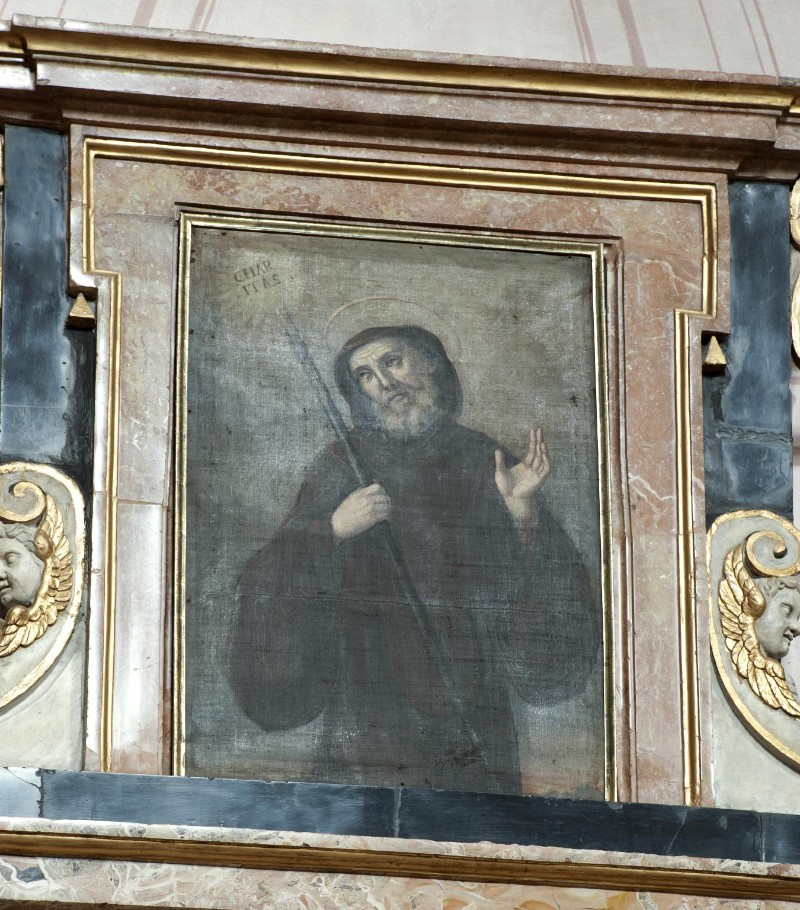
Fra' Luigi Cerioli, San Francesco di Paola, olio su tela, seconda metà del XVIII secolo

La terza campata è caratterizzata da una bussola che introduce al vano di uno degli ingressi laterali.

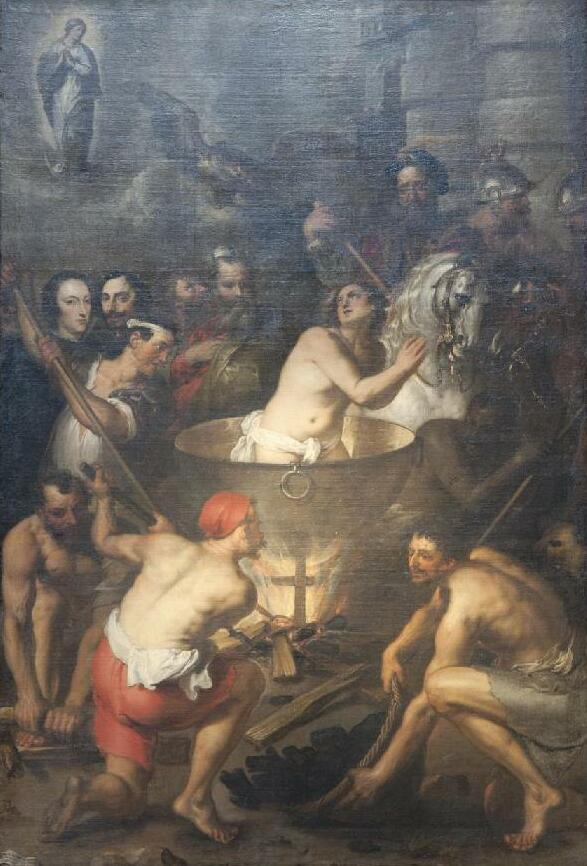
Autore anonimo di scuola lombarda, Martirio di San Giovanni evangelista, olio su tela, prima metà del XVIII secolo.

La seconda cappella sinistra è dedicata a San Giovanni Evangelista con un semplice altare del XIX secolo; sopra due gradini portacandelieri (con statua marmorea settecentesca raffigurante la Madonna col bambino) sia appoggiano due lesene con capitelli corinzi che sostengono una trabeazione ed un timpano triangolare. In mezzo è collocata l'ancona del Martirio di San Giovanni evangelista di autore anonimo e che alcuni studiosi hanno provato ad attribuire a Pier Francesco Mazzucchelli detto il Morazzone, Jacopo Negretti detto Palma il Giovane, oppure Carletto Caliari. Alla parete destra si apre una nicchia con la statua lignea di San Luigi Gonzaga della prima metà del Novecento.
La quinta campata pure contiene una bussola che nasconde l'accesso al secondo accesso laterale.

#### Il presbiterio
È preceduto da un arco trionfale nelle cui imposte si aprono due nicchie con le statue lignee di San Fermo (prima metà del Novecento) e San Rocco (seconda metà dell'Ottocento).
Il presbiterio è diviso dall'aula per mezzo di due file di balaustre in marmo rosso e nero di Verona precedenti alla ricostruzione della chiesa; infatti, vi si trovano due iscrizioni delle quali la seconda riporta l'anno 1652, e che unite formano una frase intera di senso compiuto:
Il parroco Cerioli aveva acquistato nel Canton Ticino un altare nel 1794, ma fu sostituito dall'attuale dal parroco Regazzoni nel 1819, in marmi policromi con inserti in stucco dorato, tabernacolo a forma di tempietto con cupola sovrastata dalle statuette della Fede e Speranza e, al centro, il Cristo risorto benedicente. Sotto il tempietto è collocato un piccolo gruppo scultoreo in marmo di Carrara raffigurante la Madonna col Bambino e san Giovannino ascrivibile alla seconda metà del XVII secolo.
Alla parete destra è collocato l'organo Inzoli a trasmissione meccanica, risalente al 1997: ha sostituito un precedente organo, pure Inzoli, del 1922, ma sappiamo che nel XVIII secolo era in uso un organo Serassi. La cantoria e la controcantoria furono realizzate dal falegname Santo Franceschini nel 1890.
L'organo è formato da due tastiere di 58 tasti (Do1-La5), collocate a finestra, tasti diatonici in bosso e cromatici in ebano, pedaliera diritta di 30 pedali (Do1-Fa3), pedali diatonici in rovere e cromatici in ebano (solo placcatura).

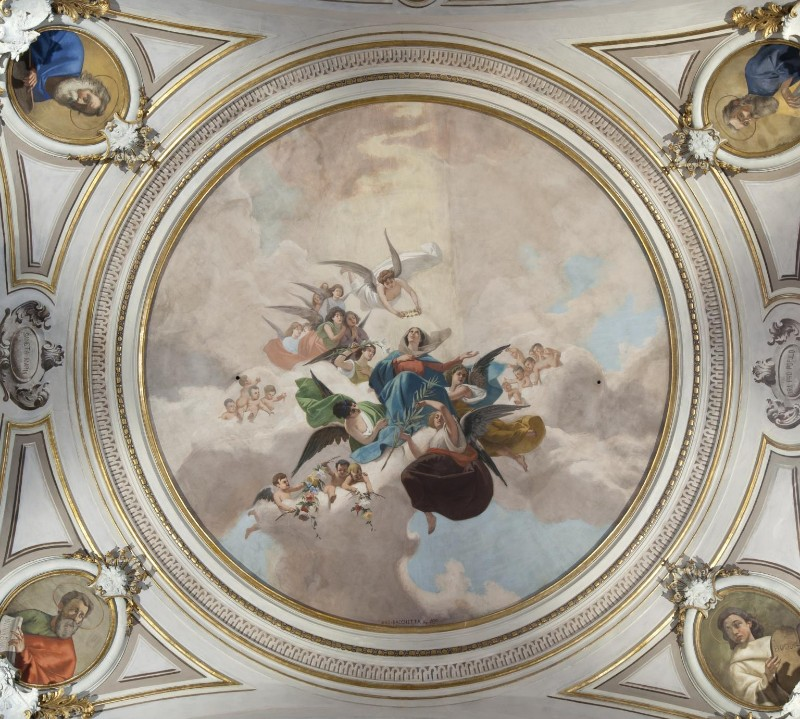
Angelo Bacchetta, Assunzione di Maria, affresco, 1890; nei pennacchi i quattro evangelisti.

Sotto la cantoria dell'organo si trova una Madonna col bambino probabile opera di Alberto Piazza; sul lato opposto, sotto la controcantoria è appeso un piccolo olio su tavola con la Madonna col Bambino e un angelo di un autore ignoto definito da Cesare Alpini lo Pseudo Francesco Fiorentino, quindi un'opera cinquecentesca o forse un rifacimento ottocentesco imitando perfettamente lo stile rinascimentale.
All'interno dell'abside vi è ospitato il coro ligneo, 23 stalli sparsi lungo due ordini, disposto in forma semicircolare e realizzato nel corso dell'Ottocento; sopra è appesa una serie di dipinti che raffigurano santi ed apostoli realizzati da Luciano Perolini.
Lungo la parete dell'abside, all'interno di cornici in stucco, sono appese tre tele: quelle ai lati sono entrambe di Giovan Battista Lucini e realizzate verso il settimo decennio del Seicento e già presenti nella chiesa precedente; si tratta di due oli su tela che raffigurano Il riposo durante la fuga in Egitto e Gesù che ammansisce i draghi. Al centro troviamo la tela firmata di Vittoriano Urbino, la Madonna col Bambino e i santi Gottardo e Caterina della fine del XVI secolo.
La cupola è stata decorata da Angelo Bacchetta che vi ha realizzato un affresco con l'Assunzione di Maria e, nei pennacchi, gli evangelisti.

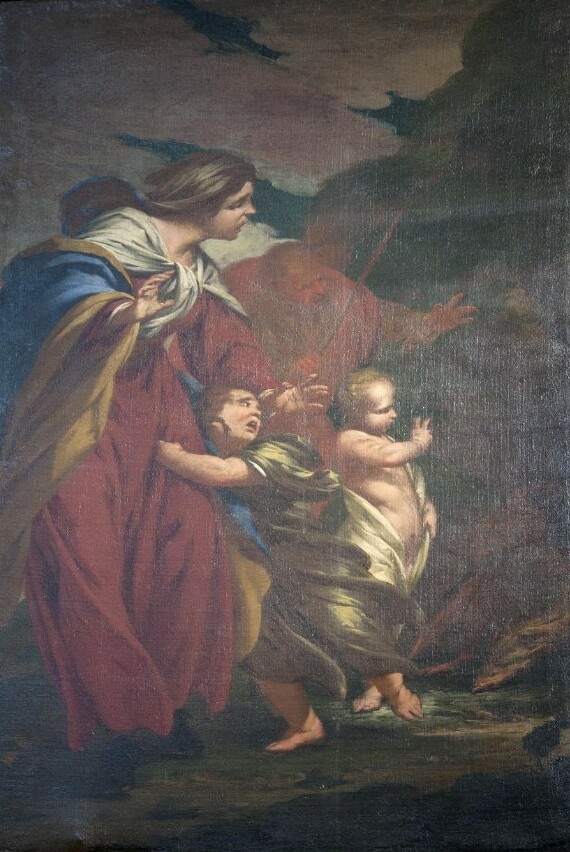
Giovan Battista Lucini, Gesù bambino calma i draghi, olio su tela, ca. 1676-1678.
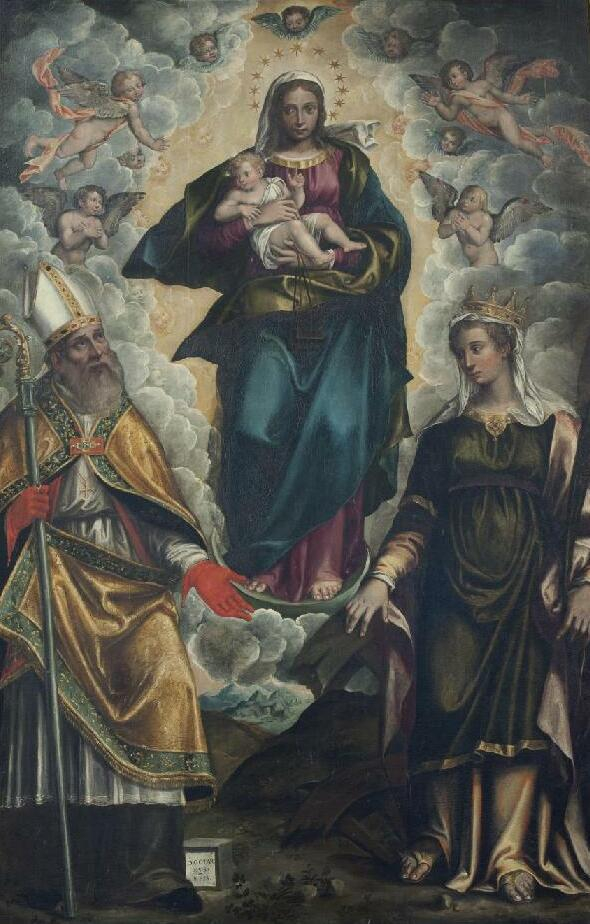
Vittoriano Urbino Madonna col Bambino e i santi Gottardo e Caterina, olio su tela, seconda metà del XVI secolo.
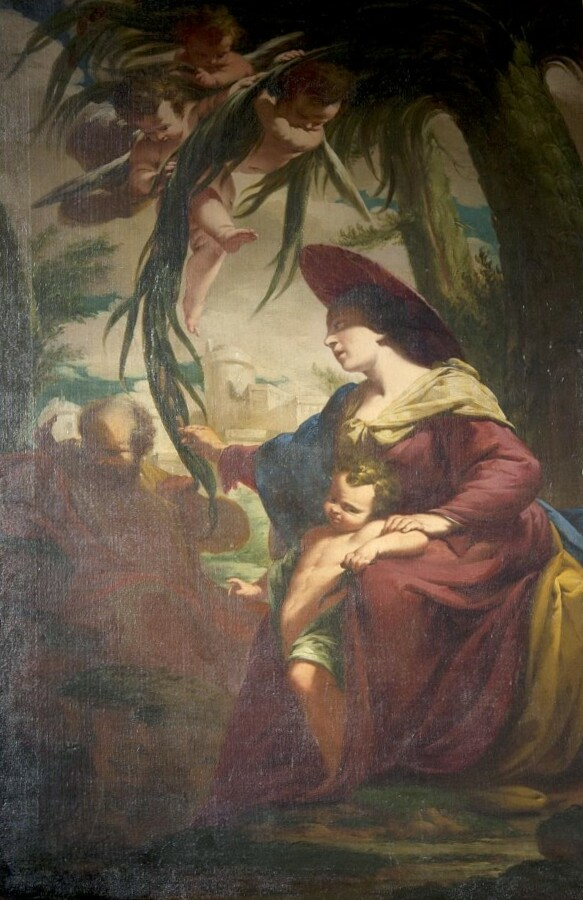
Giovan Battista Lucini, Riposo nella fuga in Egitto, olio su tela, ca. 1676-1678.
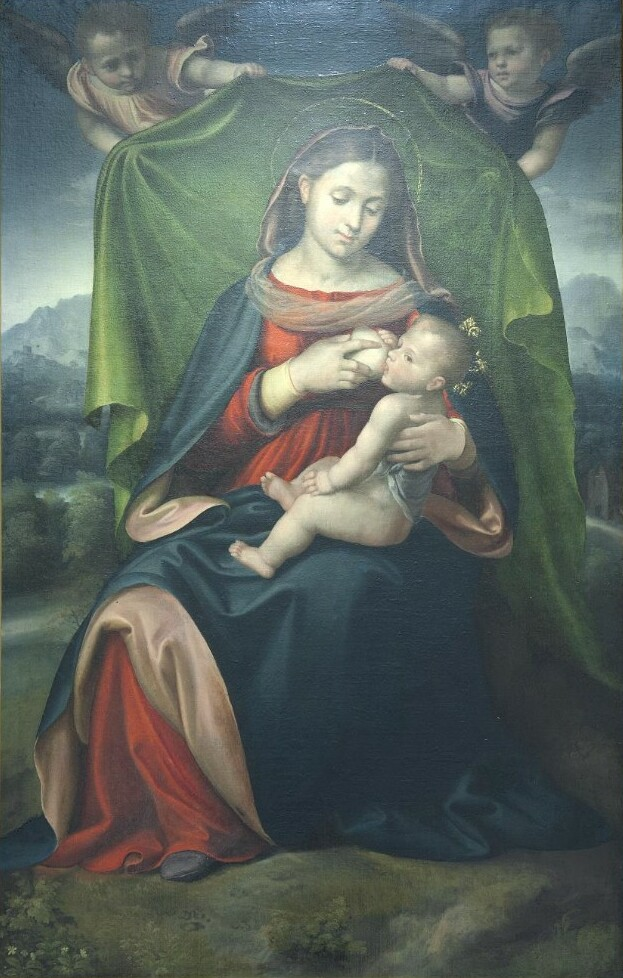
Autore anonimo (forse Alberto Piazza), Madonna col bambino, olio su tela, ca. XVI secolo.

#### Parete destra
Il primo vano a destra dell'ingresso, con decorazioni novecentesche, contiene una statua di Maria Bambina e, in una nicchia, un Pietà lignea della prima metà del Novecento.
Segue la cappella dedicata ai santi Rocco e Antonio di Padova, con l'altare acquistato durante la soppressione della chiesa cittadina di San Francesco. Sopra si eleva un'alzata con due altri pilastri con capitelli corinzi che sostengono un timpano ad arco spezzato, in mezzo al quale è posta una tela di fra' Luigi Cerioli, San Rocco.
La pala d'altare raffigura Il miracolo di Sant'Antonio, opera del pittore veneto Pietro Damini. Alle pareti vi sono scavate due nicchie che contengono: a sinistra, Sant'Anna e la Vergine Maria, statua policroma donata nel 1927 da Giovanni Manclossi; a destra, Sant'Agnese, altra statua risalente alla seconda metà dell'Ottocento.

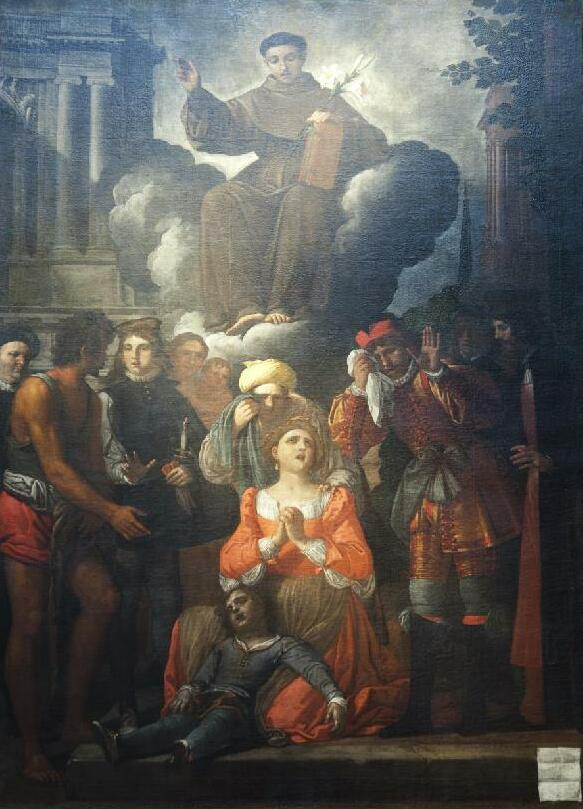
Pietro Damini, Il miracolo di Sant'Antonio da Padova, olio su tela, primi anni del XVII secolo.
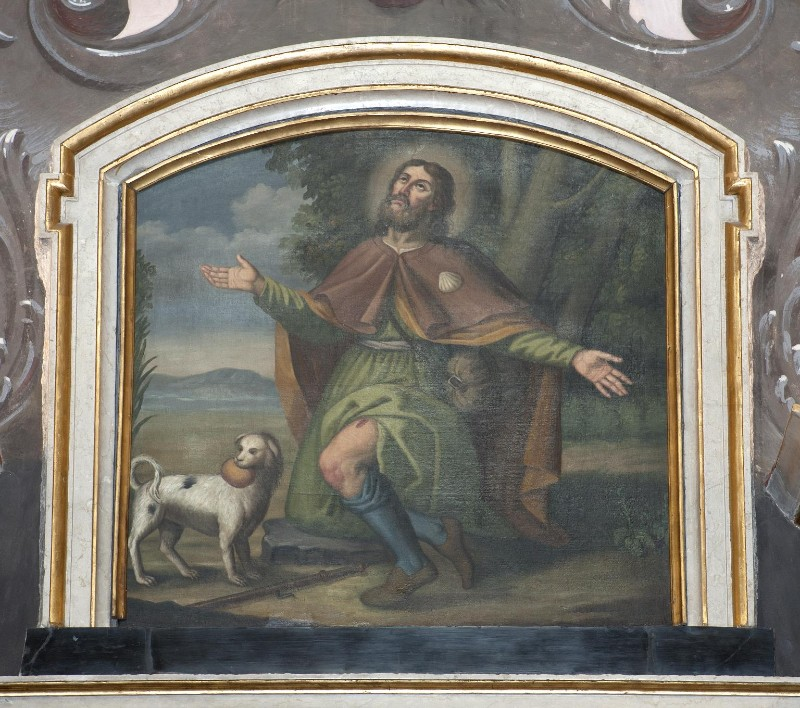
Fra' Luigi Cerioli, San Rocco, olio su tela, ca. 1775-1799.

Il secondo vano dopo la cappella ospita l'altare della Madonna del Rosario, ivi allestito nel 1820, in marmi policromi intarsiati ed intagliati; all'interno dell'alzata, caratterizzata da lesene con capitelli corinzi che reggono un timpano modanato, è posta la statua lignea novecentesca della Madonna.

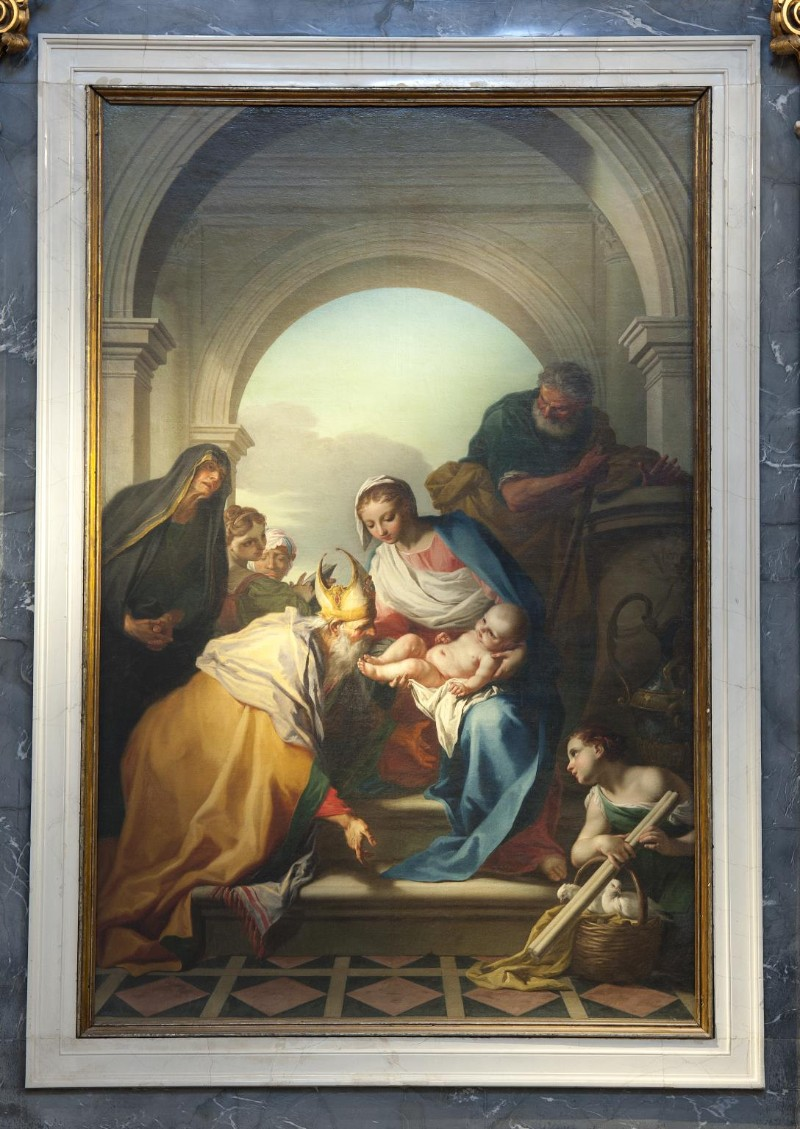
Giambettino Cignaroli, Presentazione di Gesù al tempio, olio su tela, 1745.

La seconda cappella destra è dedicata alla Madonna con l'altare collocato nel 1813 sovrapposto da un'alzata formata da coppie di lesene sovrapposte che reggono un timpano triangolare. La pala è di Giambettino Cignaroli e raffigura La presentazione di Gesù al tempio, proveniente dalla chiesa dei disciplini presso Porta Ripalta. Una nicchia conserva una statua dedicata a San Giuseppe.
Nella quinta breve campata si il vano d'accesso alla sagrestia.

#### La volta
È stata decorata da Angelo Bacchetta con soggetti che rimandano all'autorità della chiesa, simboli cristologici ed eucaristici. In prossimità delle campate più strette la volta è a botte, cui si alternano le crociere sulle campate lunghe che si impostano su grandi lunettoni che contengono i finestroni ad arco ribassato; le vetrate sono stare realizzate nel 1965 dalla ditta Bontempi e raffigurano La creazione dell’uomo, Il sacrificiosacrificio di Isacco, La cacciata dal Paradiso e Le tavole della legge e La natività.

#### La controfacciata
La bussola dell'ingresso in noce è della fine del Settecento oppure dei primi anni dell'Ottocento ed è affiancata da due confessionali settecenteschi.
Sopra i confessionali sono appese quattro stazioni della Via Crucis, mentre le altre sono sparse lungo l'aula. Sono opera di fra’ Luigi Cerioli e commissionate nel 1799 dalle sorelle Lucia e Faustina Voltolini.
Sulla parte superiore troviamo altre due tele: sono opere di Tomaso Pombioli: l’Adorazione dei Magi e l’Adorazione dei Pastori, entrambe accomunate dalla presenza dello stemma della famiglia Sangiovanni Toffetti.
La vetrata del finestrone centrale (Bontempi, 1965) illustra la Madonna Assunta.

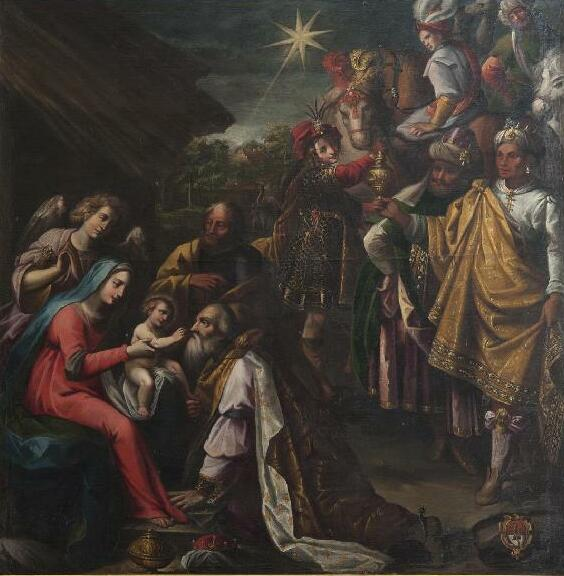
Tomaso Pombioli, Adorazione dei Magi, olio su tela, primi anni del XVII secolo.
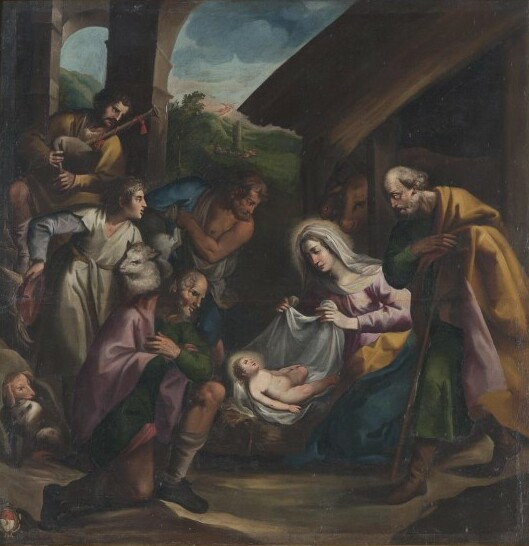
Tomaso Pombioli, Adorazione dei pastori, olio su tela, primi anni del XVII secolo.

## Opere perdute
Il parroco Cerioli si diede molto da fare al attorno al 1799 per dotare della nuova chiesa di nuova quadreria lasciando negli appunti numerose informazioni in merito; tuttavia, di molte opere non si hanno più notizie.
Cerioli acquistava nel 1799 un olio su tela di Gian Giacomo Barbelli raffigurante San Ludovico e proveniente dalla soppressa chiesa di San Francesco ed ancora testimoniata nell'anno 1880.
Il Cerioli avrebbe anche acquisito la tela di "un Campi" rappresentante San Pio V nella Battaglia di Lepanto ma se ne ignora il destino. Nella precedente chiesa era collocata in faccia all'organo.
Sia l'ispettore veneto Giacomo Crespi (1774) sia il Cerioli segnalano la presenza di due quadri di Martino Cignaroli, Invito alle Nozze e Nozze di Cana, collocate nel Settecento alla parete sinistra della navata, tra le due cappelle. I medesimi informano nei loro scritti della presenza di quattro dipinti di Giovan Battista Lucini: due sono quelli tuttora appesi sulla parete dell'abside, gli altri sono andati perduti e rappresentavano, forse, Sant'Orsola e Sant’Antonio di Padova. Sempre il Cerioli appuntava di aver acquisito una Madonna con i santi Paolo, Bonaventura, Maddalena e Agata di autore ignoto "ma eccellente".
Ed ancora: dalla chiesa di San Francesco proveniva la pala Sant’Anna, la Vergine Maria col Bambino e il Padre Eterno, un olio su tela seicentesco di Giovanni Angelo Ferrario e ancora presente nel 1888.
Infine, è testimoniata nel 1942 una tela del beato Giovanni Duns Scoto.